# Tasiocera fuscescens
Tasiocera fuscescens là một loài ruồi trong họ Limoniidae. Chúng phân bố ở miền Cổ bắc.